# Koray Günter
Koray Günter (Höxter, Detmold, 16 de agosto de 1994) es un futbolista alemán de ascendencia turca. Juega de defensa y su equipo es el Al-Okhdood Club de la Liga Profesional Saudí.

## Trayectoria

### Borussia Dortmund
Comenzó su carrera en 2001 en el SV Höxter, y luego se fue al SpVg Brakel en 2006. En 2008 llegó a la academia del Borussia Dortmund donde jugó por tres temporadas para luego ser parte del Borussia Dortmund II.
Fue incluido en el primer equipo del Borussia Dortmund para la Bundesliga 2012-13.

### Galatasaray
Günter firmó por cuatro años y medio con el Galatasaray el 30 de enero de 2014 por €2.5 millones.

### Genoa
El 12 de julio de 2018 fue transferido al Genoa.

### Hellas Verona
El 19 de julio de 2019 el Hellas Verona obtuvo su cesión una temporada con opción de compra. Esta se hizo efectiva y se mantuvo en el club hasta que a finales de enero de 2023 fue prestado a la U. C. Sampdoria. Un año después empezó a encadenar cesiones en equipos turcos, primero al Fatih Karagümrük S. K. y posteriormente al Göztepe S. K.
Después de esas dos temporadas en Turquía, el 22 de julio de 2025 fichó por el Al-Okhdood Club saudí.

## Selección nacional
Fue internacional con la selección de Turquía en la categoría sub-16.
Ha representado a Alemania en las categorías sub-17, sub-19 y sub-20. Disputó la Copa Mundial de Fútbol Sub-17 y el Campeonato Europeo Sub-17 de la UEFA 2011 con la selección alemana.

## Vida personal
Koray Günter nació en Höxter en la Renania del Norte-Westfalia. Tiene una relación con Betty Taube, quien es conocida por ser parte del programa de televisión alemana Germany's Next Topmodel. Están juntos desde enero de 2016.

## Estadísticas

### Clubes
Actualizado al último partido disputado el 30 de mayo de 2025.
| Club                            | Div.          | Temporada     | Liga  | Liga  | Copas nacionales | Copas nacionales | Copas internacionales | Copas internacionales | Total | Total |
| Club                            | Div.          | Temporada     | Part. | Goles | Part.            | Goles            | Part.                 | Goles                 | Part. | Goles |
| ------------------------------- | ------------- | ------------- | ----- | ----- | ---------------- | ---------------- | --------------------- | --------------------- | ----- | ----- |
| Borussia Dortmund II · Alemania | 3.ª           | 2012-13       | 17    | 0     | ―                | ―                | ―                     | ―                     | 17    | 0     |
| Borussia Dortmund II · Alemania | 3.ª           | 2013-14       | 8     | 0     | ―                | ―                | ―                     | ―                     | 8     | 0     |
| Borussia Dortmund II · Alemania | Total club    | Total club    | 25    | 0     | 0                | 0                | 0                     | 0                     | 25    | 0     |
| Borussia Dortmund · Alemania    | 1.ª           | 2013-14       | 1     | 0     | 0                | 0                | 0                     | 0                     | 1     | 0     |
| Borussia Dortmund · Alemania    | Total club    | Total club    | 1     | 0     | 0                | 0                | 0                     | 0                     | 1     | 0     |
| Galatasaray S. K. Turquía       | 1.ª           | 2013-14       | 4     | 0     | 3                | 0                | ―                     | ―                     | 7     | 0     |
| Galatasaray S. K. Turquía       | 1.ª           | 2014-15       | 12    | 0     | 7                | 0                | 0                     | 0                     | 19    | 0     |
| Galatasaray S. K. Turquía       | 1.ª           | 2015-16       | 9     | 0     | 6                | 0                | 1                     | 0                     | 16    | 0     |
| Galatasaray S. K. Turquía       | 1.ª           | 2016-17       | 0     | 0     | 0                | 0                | 0                     | 0                     | 0     | 0     |
| Galatasaray S. K. Turquía       | 1.ª           | 2017-18       | 3     | 0     | 5                | 0                | 0                     | 0                     | 8     | 0     |
| Galatasaray S. K. Turquía       | Total club    | Total club    | 28    | 0     | 21               | 0                | 1                     | 0                     | 50    | 0     |
| Genoa C. F. C. · Italia         | 1.ª           | 2018-19       | 14    | 0     | 1                | 0                | ―                     | ―                     | 15    | 0     |
| Genoa C. F. C. · Italia         | Total club    | Total club    | 14    | 0     | 1                | 0                | 0                     | 0                     | 15    | 0     |
| Hellas Verona · Italia          | 1.ª           | 2019-20       | 32    | 0     | 1                | 0                | ―                     | ―                     | 33    | 0     |
| Hellas Verona · Italia          | 1.ª           | 2020-21       | 27    | 0     | 0                | 0                | ―                     | ―                     | 27    | 0     |
| Hellas Verona · Italia          | 1.ª           | 2021-22       | 30    | 0     | 1                | 1                | ―                     | ―                     | 31    | 1     |
| Hellas Verona · Italia          | 1.ª           | 2022-23       | 13    | 1     | 1                | 0                | ―                     | ―                     | 14    | 1     |
| Hellas Verona · Italia          | Total club    | Total club    | 102   | 1     | 3                | 1                | 0                     | 0                     | 105   | 2     |
| U. C. Sampdoria · Italia        | 1.ª           | 2022-23       | 10    | 0     | ―                | ―                | ―                     | ―                     | 10    | 0     |
| U. C. Sampdoria · Italia        | Total club    | Total club    | 10    | 0     | 0                | 0                | 0                     | 0                     | 10    | 0     |
| Fatih Karagümrük S. K. Turquía  | 1.ª           | 2023-24       | 10    | 0     | 0                | 0                | ―                     | ―                     | 10    | 0     |
| Fatih Karagümrük S. K. Turquía  | Total club    | Total club    | 10    | 0     | 0                | 0                | 0                     | 0                     | 10    | 0     |
| Göztepe S. K. Turquía           | 1.ª           | 2024-25       | 25    | 2     | 5                | 0                | ―                     | ―                     | 30    | 2     |
| Göztepe S. K. Turquía           | Total club    | Total club    | 25    | 2     | 5                | 0                | 0                     | 0                     | 30    | 2     |
| Al-Okhdood Club Arabia Saudita  | 1.ª           | 2025-26       | 0     | 0     | 0                | 0                | ―                     | ―                     | 0     | 0     |
| Al-Okhdood Club Arabia Saudita  | Total club    | Total club    | 0     | 0     | 0                | 0                | 0                     | 0                     | 0     | 0     |
| Total carrera                   | Total carrera | Total carrera | 215   | 3     | 30               | 1                | 1                     | 0                     | 246   | 4     |
| 1. 2.                           |               |               |       |       |                  |                  |                       |                       |       |       |

### Selección nacional
| Selección         | Temporada     | Encuentros | Encuentros |
| Selección         | Temporada     | Part.      | Goles      |
| ----------------- | ------------- | ---------- | ---------- |
| Sub-16 Turquía    | 2009-2010     | 4          | 0          |
| Sub-16 Turquía    | Total         | 4          | 0          |
| Sub-17 · Alemania | 2010-2011     | 19         | 4          |
| Sub-17 · Alemania | Total         | 19         | 4          |
| Sub-19 · Alemania | 2012-2013     | 12         | 0          |
| Sub-19 · Alemania | Total         | 12         | 0          |
| Sub-20 · Alemania | 2013-2014     | 4          | 0          |
| Sub-20 · Alemania | Total         | 4          | 0          |
| Total carrera     | Total carrera | 39         | 4          |

## Palmarés

### Títulos nacionales
| Título                | Club              | País     | Año     |
| --------------------- | ----------------- | -------- | ------- |
| Supercopa de Alemania | Borussia Dortmund | Alemania | 2013    |
| Copa de Turquía       | Galatasaray S. K. | Turquía  | 2013-14 |
| Superliga de Turquía  | Galatasaray S. K. | Turquía  | 2014-15 |
| Copa de Turquía       | Galatasaray S. K. | Turquía  | 2014-15 |
| Supercopa de Turquía  | Galatasaray S. K. | Turquía  | 2015    |
| Copa de Turquía       | Galatasaray S. K. | Turquía  | 2015-16 |
| Supercopa de Turquía  | Galatasaray S. K. | Turquía  | 2016    |
| Superliga de Turquía  | Galatasaray S. K. | Turquía  | 2017-18 |